# Machine pneumatique
Antlia
« Antlia » redirige ici. Ce nom possède un paronyme, voir Antila.
La Machine pneumatique, en latin Antlia (« la pompe », dérivé du grec ancien ἀντλία), est une constellation peu lumineuse de l'hémisphère sud. Elle est établie par Nicolas-Louis de Lacaille au XVIIIe siècle. Localisée près des étoiles formant l'ancienne constellation du navire Argo, la Machine pneumatique est visible en direction du sud à partir du 49e parallèle nord.
La Machine pneumatique est une constellation peu lumineuse : son étoile la plus brillante est α Antliae, une géante orange possiblement variable, dont la magnitude apparente varie entre 4,22 et 4,29. S Antliae est un système stellaire binaire à éclipses, dont la luminosité change lorsqu'une étoile passe devant l'autre. Partageant une enveloppe commune, ces étoiles sont si proches qu'elles finiront par ne former qu'un seul astre. Deux systèmes planétaires présentant des exoplanètes connues, HD 93083 et WASP-66, se trouvent dans l'aire de la Machine pneumatique, de même que la galaxie spirale NGC 2997 et la galaxie naine de la Machine pneumatique.

## Histoire
L'astronome français Nicolas-Louis de Lacaille est le premier à décrire la Machine pneumatique en 1751-1752,. Il la baptise en hommage à la machine pneumatique inventée par le physicien français Denis Papin. Pendant son séjour de deux ans au cap de Bonne-Espérance, Lacaille observe et catalogue près de 10 000 étoiles australes, élaborant quatorze nouvelles constellations dans des pans sans dénomination du ciel invisibles depuis l'Europe. Il les nomme toutes, sauf une, en hommage à des instruments symbolisant le siècle des Lumières,. Lacaille décrit la Machine comme une pompe à vide à cylindre unique telle qu'utilisée par Papin dans ses premières expérimentations, alors que l'astronome allemand Johann Bode choisit la version plus moderne à deux cylindres. Lacaille latinise son nom en Antlia pneumatica dans sa carte de 1763. L'astronome anglais John Herschel propose de raccourcir le nom à un seul mot en 1844, notant que Lacaille lui-même abrégeait régulièrement le nom de ses constellations, ce qui sera finalement adopté pour les dénominations officielles. L'Union astronomique internationale adopte finalement la Machine pneumatique comme l'une des 88 constellations modernes en 1922.
Bien que visibles pour les grecs anciens, les étoiles de la Machine pneumatique sont trop peu lumineuses pour avoir été incluses dans l'une des constellations anciennes. Les étoiles qui la composent aujourd'hui se trouvent dans une aire qui couvre l'ancienne constellation du Navire Argo, le bateau des Argonautes, qui à cause de sa taille immense est divisée en plusieurs constellations plus petites par Lacaille en 1763,. Pour l'écrivain et communicateur scientifique britannique Ian Ridpath les étoiles de la Machine, car peu lumineuses, ne participent pas à la représentation classique du Navire Argo.
Les astronomes chinois étaient en mesure de voir ce qui est de nos jours la Machine pneumatique depuis leurs latitudes, et l'incorporèrent dans deux constellations différentes. Certaines étoiles de la section sud de la Machine pneumatique constituaient une portion de « Dong'ou » qui représente une région du sud de la Chine. D'autres, telles que ε, η, et θ Antliae furent incorporées, avec des étoiles de la Boussole, au Temple céleste.

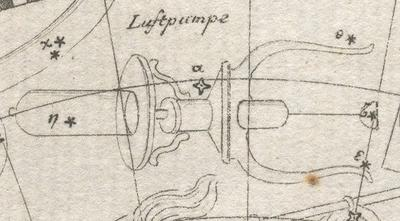
Représentation de la Machine pneumatique par Johann Bode en 1782 comme une pompe à air à simple cylindre.
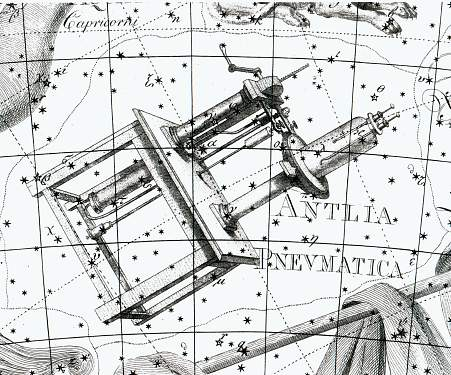
Représentation de la Machine pneumatique par Johann Bode en 1801 comme une pompe à air à double cylindre.
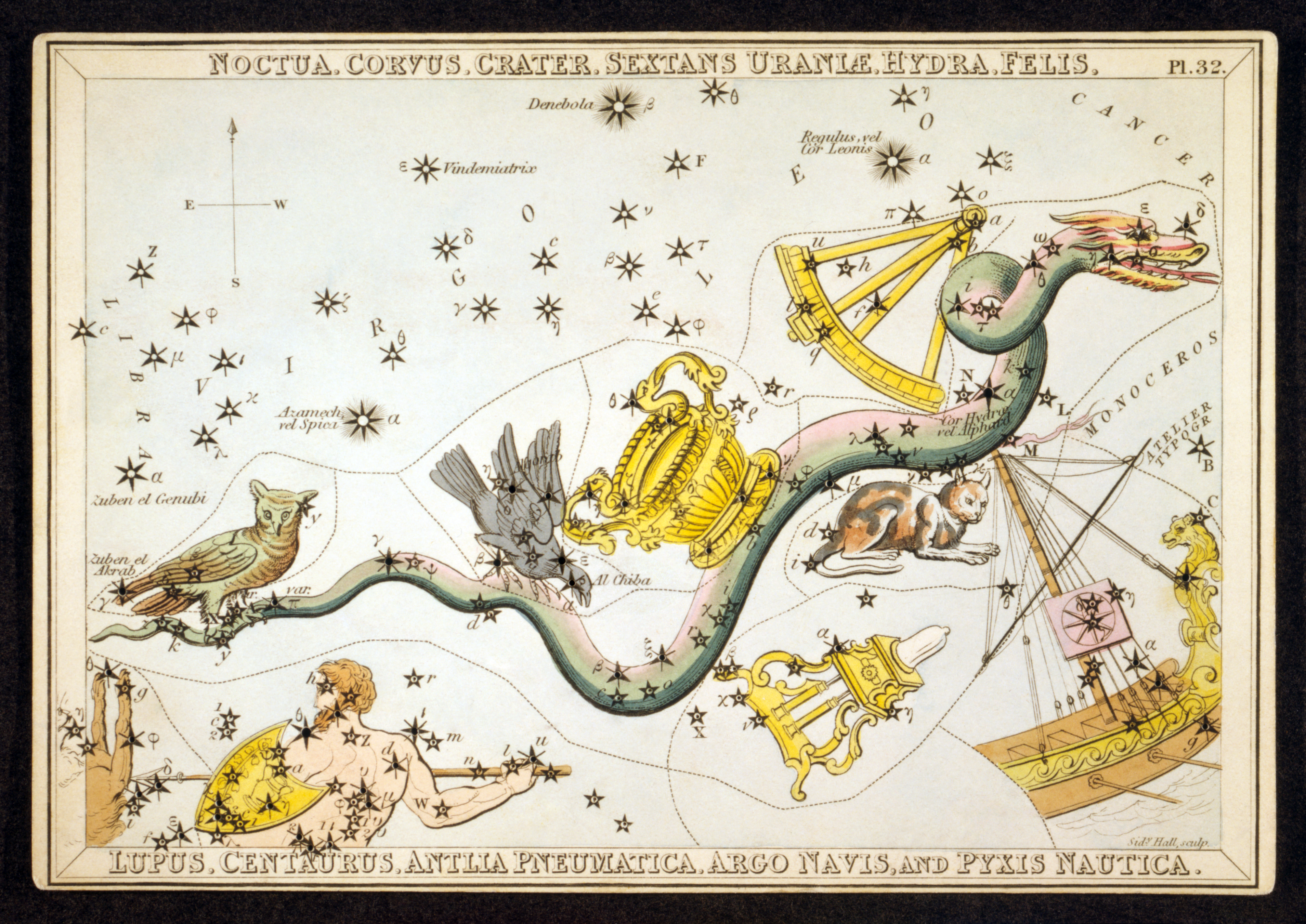
Représentation de plusieurs constellations australes dans l'ouvrage Urania's Mirror. La Machine pneumatique se trouve en bas au centre.

## Caractéristiques

Carte de la Machine pneumatique de l'Union astronomique internationale.

La Machine pneumatique couvre 238,9 deg2, soit 0,579 % du ciel, ce qui en fait la 62e des 88 constellations modernes en surface. Sa position dans le ciel austral rend la constellation entièrement visible aux observateurs au sud du 49e parallèle nord,. La constellation de l'Hydre court le long de sa frontière nord, alors que la Boussole, les Voiles et le Centaure la délimitent respectivement à l'ouest, au sud et à l'est. Les trois lettres de son abréviation adoptées par l'Union astronomique internationale sont Ant, dérivé de son nom latin Antlia. Les frontières officielles de la constellation, telles que délimitées par l'astronome belge Eugène Delporte en 1930 dessinent un polygone à douze segments. Dans le système de coordonnées équatoriales, les coordonnées d'ascension droite de ses frontières se trouvent entre 09h 26.5m et 11h 05.6m, et leurs coordonnées de déclinaison entre −24.54° et −40.42°.

## Étoiles principales

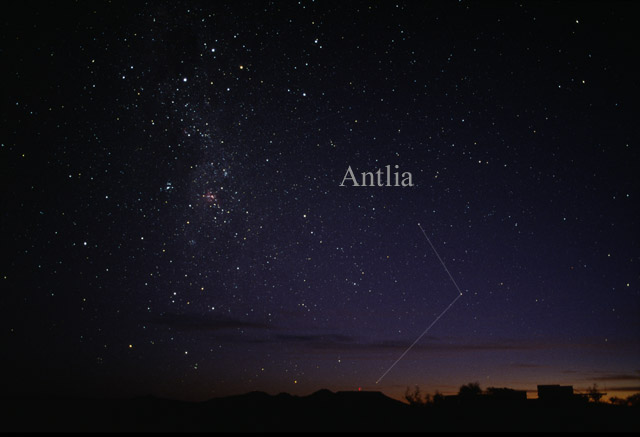
La constellation de la Machine pneumatique (Antlia) telle que vue par l'œil nu.

Lacaille donne à neuf étoiles une désignation de Bayer, les cataloguant de α (Alpha) à θ (Theta) et combinant deux étoiles proches l'une de l'autre comme ζ (Zeta). Benjamin Gould en ajoute une dixième, ι (Iota) Antliae. Une fois les frontières de la constellation délimitées en 1930, β (Beta) et γ (Gamma) Antliae (aujourd'hui HR 4339 et HD 90156) se retrouvent dans la constellation de l'Hydre. Au sein des frontières de la constellation, on dénombre 42 étoiles dont les magnitudes apparentes sont inférieures ou égales à 6,5,.

### α et ε Antliae
Les deux étoiles les plus brillantes de la constellation, α et ε (Epsilon) Antliae, brillent d'une teinte rougeâtre. α Antliae est une géante de type spectral K4 III, suspectée d'être une étoile variable dont la magnitude varie entre 4,22 et 4,29. Elle se trouve à 320 ± 10 a.l. (∼ 98,1 pc) de la Terre. Avec une luminosité entre 480 et 555 fois celle du Soleil, il s'agit probablement d'une étoile âgée dont la luminosité augmente, en voie de devenir une étoile variable de type Mira après avoir transformé l'ensemble du carburant de son cœur en carbone.
Située à 590 ± 30 a.l. (∼ 181 pc) de la Terre, ε Antliae est une géante rouge évoluée de type spectrale K3 IIIa, ayant enflé jusqu'au diamètre d'environ 69 fois celui du Soleil, dont la luminosité est environ 1 270 celle du Soleil. Elle est légèrement variable. À l'opposé de la constellation, ι Antliae est également une géante orange de type spectral K1 III située à 202 ± 2 a.l. (∼ 61,9 pc) de la Terre.

### Étoiles binaires et doubles
Localisée près de α, δ (Delta) Antliae est une étoile binaire située à 450 ± 10 a.l. (∼ 138 pc). L'étoile primaire est une étoile bleu-blanc de la séquence principale de type spectral B9.5V et de magnitude 5,6 ; l'étoile secondaire est une étoile jaune-blanc de la séquence principale de type spectral F9Ve et de magnitude 9,6. ζ (Zeta) Antliae est une étoile double optique. L'étoile la plus lumineuse, ζ1 Antliae est distante de 410 ± 40 a.l. (∼ 126 pc) et a une magnitude de 5,74. Il s'agit en fait d'un véritable système binaire formé par deux étoiles blanches de la séquence principale de magnitude 6,20 et 7,01 séparées par 8,042 seconde d’arc. L'étoile la moins lumineuse, ζ2 Antliae, est distante de 386 ± 5 a.l. (∼ 118 pc) et présente une magnitude de 5,9. η (Eta) Antliae est une autre étoile double formée d'une étoile jaune-blanc de type spectral F1V et de magnitude 5,31, et d'une compagne de magnitude 11,3. θ (Theta) Antliae est également double : elle est composée d'une étoile blanche de la séquence principale et d'une géante jaune.
S Antliae est une étoile binaire à éclipses, dont la magnitude apparente varie entre 6,27 et 6,83 sur une période de 15,6 heures. Le système est classé comme une étoile variable de type W Ursae Majoris : l'étoile primaire est plus chaude que la secondaire et la chute de magnitude est due au passage de cette dernière devant la première. Le calcul des propriétés du couple stellaire d'après leur période de révolution indique que la primaire a une masse de 1,94 et un diamètre 2,026 fois celui du Soleil, et la secondaire une masse de 0,76 et un diamètre 1,322 fois celui du Soleil. Parce qu'elles partagent une enveloppe commune, les deux étoiles une luminosité et type spectral similaire. L'âge du système est estimé entre 5 et 6 milliards d'années. Les deux étoiles finiront par ne former qu'un seul astre à rotation rapide.

### Étoiles variables
T Antliae est une supergéante jaune-blanc de type spectral F6Iab et une Céphéide classique dont la magnitude varie entre 8,88 et 9,82 sur une période de 5,9 jours. U Antliae est une étoile carbonée rouge de type C et une variable irrégulière, dont la magnitude évolue entre 5,27 et 6,04. Située à 910 ± 50 a.l. (∼ 279 pc), elle est 5 819 fois plus lumineuse que le Soleil. BF Antliae (en) est une variable de type Delta Scuti dont la magnitude fluctue de 0,01. 
HR 4049 (en), aussi connue sous le nom AG Antliae, est une étoile vieillissante anormalement chaude de type spectral B9.5Ib-II. Elle subit une importante perte de masse et est une variable atypique qui n'appartient à aucune classe d'étoile variable connue, sa magnitude fluctuant entre 5,29 et 5,83 sur une période de 429 jours. Elle est située à 6 000 a.l. de la Terre.
UX Antliae (en) est une étoile variable de type R Coronae Borealis dont la magnitude apparente de base est autour de 11,85 avec des chutes irrégulières d'éclats en dessous de la magnitude 18,0. Étoile lumineuse et lointaine, c'est une supergéante dont le spectre ressemble à celui d'une de type spectral F mais presque sans hydrogène.

### Étoiles avec exoplanètes et naines brunes
HD 93083 est une étoile naine orange de type spectral K3V, plus petite et froide que le Soleil. Elle possède une planète découverte par méthode des vitesses radiales à l'aide du spectrographe HARPS en 2005. À peu près aussi massive que Saturne, la planète orbite autour de son étoile avec une période de 143 jours à une distance moyenne de 0,477 UA. WASP-66 est une étoile de type solaire, de type spectral F4V, possédant une planète de 2,3 fois la taille de Jupiter orbitant autour d'elle en 4 jours, découverte par la méthode de transit en 2012. DENIS J1048-3956 est une naine brune de type spectral M8 située à 13 a.l. de la Terre. Avec une magnitude de 17, elle est bien trop pâle pour être vue à l'œil nu. Elle a une température de surface de 2 500 K. Deux puissantes éruptions de 4-5 minutes chacune ont été détectées en 2002. 2MASS 0939-2448 (en) est un système composé de deux naines brunes froides et pâles, dont les températures effectives se situent autour de 500 et 700 K et de masses comprises entre 25 et 40 fois celle de Jupiter.

## Objets du ciel profond

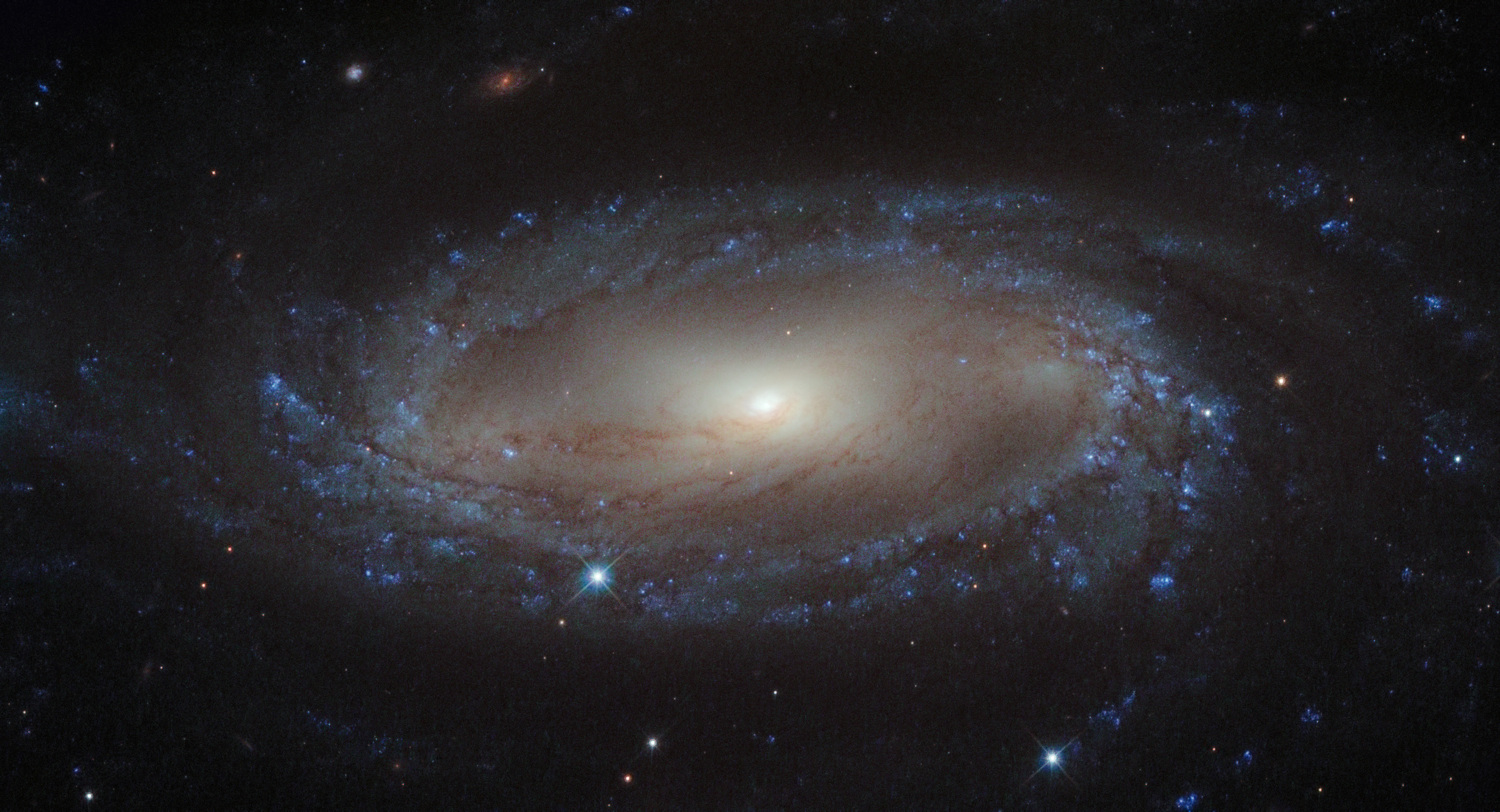
La galaxie IC 2560 est située à environ de la Terre et fait partie de l'amas de la Machine pneumatique.

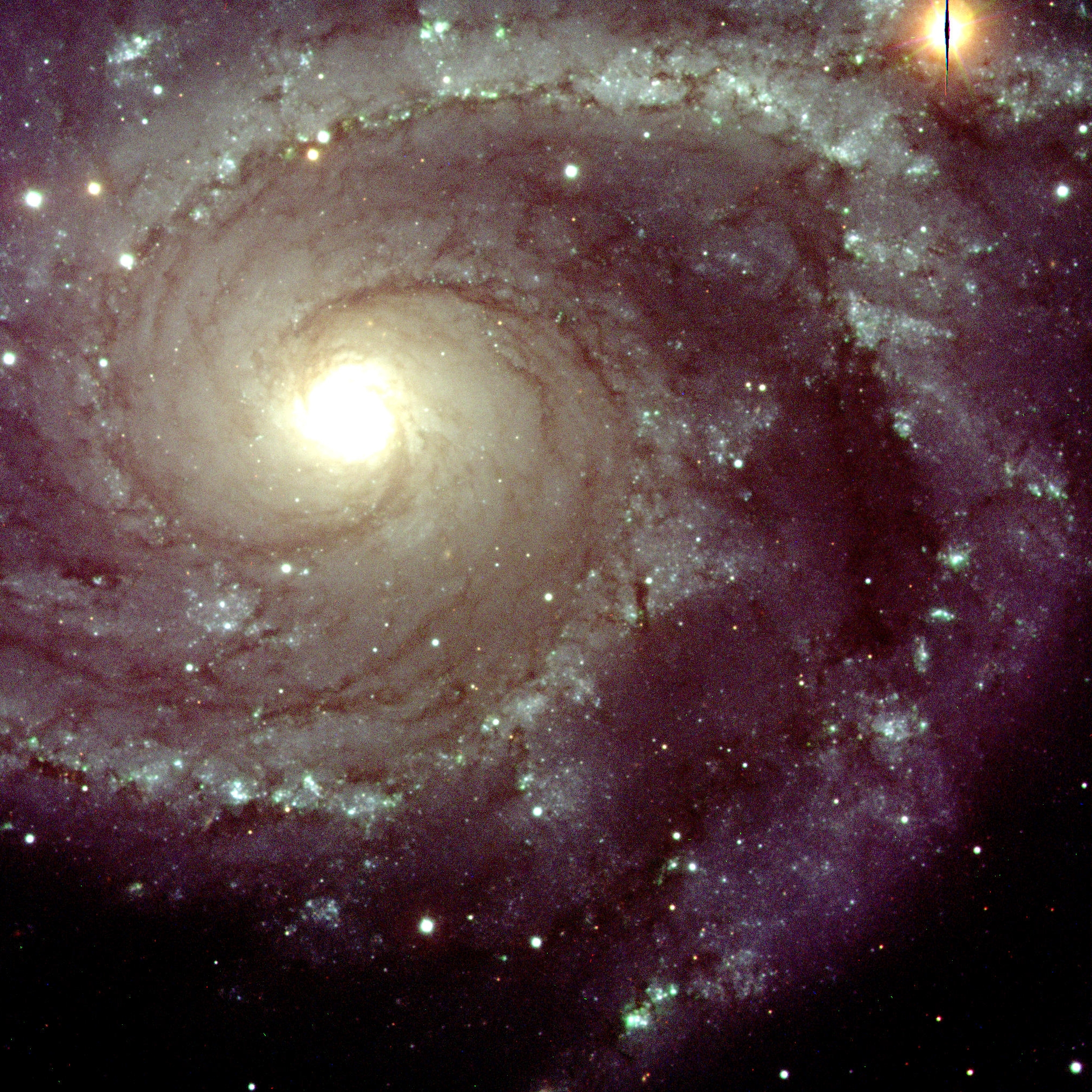
Image composite de la galaxie NGC 2997.

La Machine pneumatique contient de nombreuses galaxies pâles, dont la plus lumineuse est NGC 2997 avec une magnitude de 10,6. C'est une galaxie spirale aux bras lâches se présentant de face, de type Sc. Bien qu'invisible dans la plupart des télescopes amateurs, elle présente sur les photographies de lumineux amas d'étoiles jeunes et de nombreuses traînées de poussière obscures.
La galaxie naine de la Machine pneumatique, découverte en 1997, est une galaxie naine sphéroïdale de magnitude 14,8 appartenant au groupe local. En 2018, la découverte d'une autre galaxie de faible brillance de surface est annoncée près de ε Antliae : nommée Antlia 2, c'est une galaxie satellite de la Voie lactée.
L'amas de la Machine pneumatique, aussi connu sous le nom Abell S0636, est amas de galaxies localisé dans le superamas de l'Hydre-Centaure. Il compte parmi les plus proches du groupe local, en troisième position après les amas de la Vierge et du Fourneau. Il se situe entre environ 40,5 Mpc (∼132 millions d'al) et environ 40,9 Mpc (∼133 millions d'al) de la Terre. Situé dans le coin sud-est de la constellation, il accueille les galaxies elliptiques géantes NGC 3268 et NGC 3258, toutes deux respectivement membres principaux des sous-groupes sud et nord, et contient en tout environ 234 galaxies.